# Сиам-Парагон

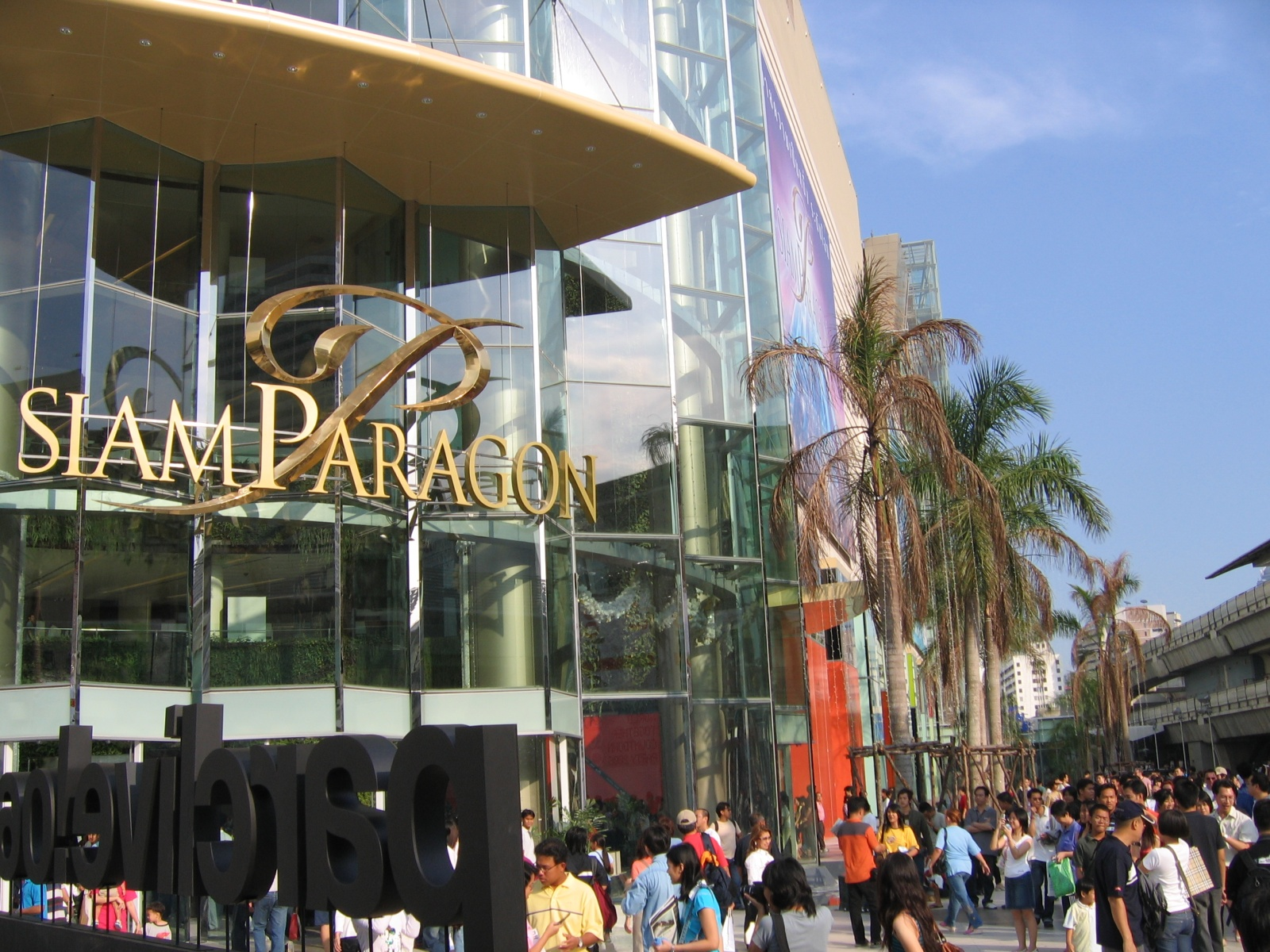
Главный вход в Сиам-Парагон

Сиам-Парагон — торговый центр в Бангкоке, Таиланд. Является одним из крупнейших торговых центров в Азии. Открыт 9 декабря 2005 года, включает в себя широкий спектр магазинов и ресторанов, а также кинотеатр-мультиплекс (состоит из 15 больших кинотеатров, в одном из них — самый большой экран и максимальная вместимость в Азии), аквариум «Siam Ocean World» (самый большой аквариум в Юго-Восточной Азии), выставочный зал и тайскую художественную галерею, а также оперный концертный зал. Также имеется большой боулинг-центр и караоке. Это совместное предприятие компании Siam Piwat, владеющей прилегающими к торговыми центрами, и The Mall Group, которая также владеет торговым центром Emporium. Сиам-Парагон собирает большие толпы с момента открытия, но финансовые результаты частной компанией Siam Paragon Development не разглашаются.

## История

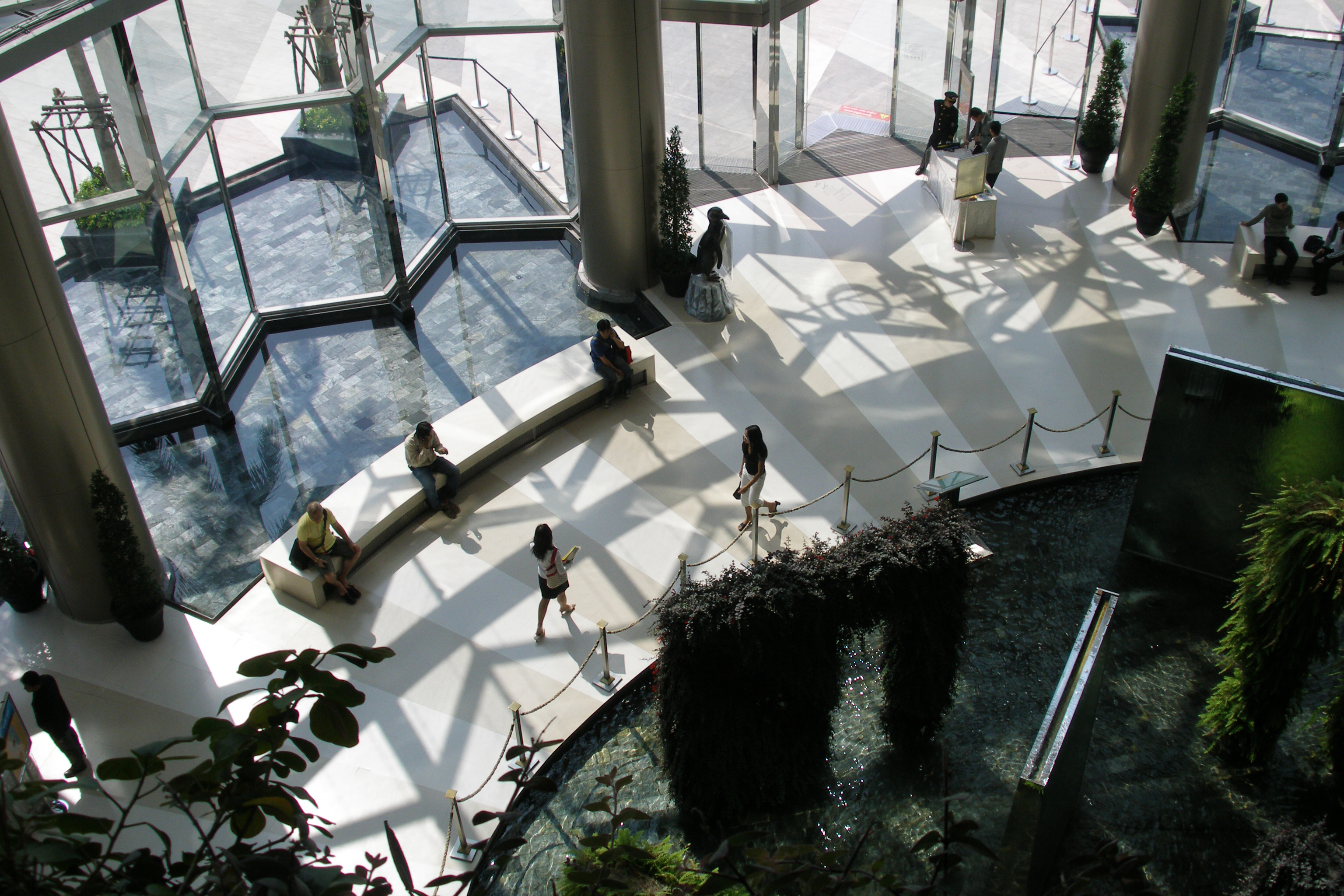
Сиам-Парагон, 2007.

Сиам-Парагон был построен на месте бывшей гостиницы «Интерконтиненталь Сиам», которая была снесена в 2002 году, после завершения срока аренды. Это место принадлежит Бюро королевской собственности, оно было передано в аренду на 30 лет, и когда-то раньше находилось в составе королевского парка дворца Srapatum Palace. Во время строительства торгового центра, ожидающие пассажиры бангкокского метрополитена Skytrain с платформы станции Сиам могли видеть как формируется здание. Теперь платформа станции Сиам имеет один из лучших видов на внутренний двор торгового центра, где проводятся многие выставки и прочие мероприятия. Часто люди просто покупают билет на одну поездку на этой станции (можно оставаться на станции, где куплен билет) для того, чтобы просто посмотреть спектакли или иные события, проходящие во дворе торгового центра.
Даже после открытия молла, 9 декабря 2005 г., строители по-прежнему проводили последние доработки. В течение нескольких первых месяцев после открытия по всему зданию проявились признаки поспешного завершения строительства, например, неокрашенные потолки и трещины напольной плитки. На строительство была затрачена сумма около 15 млрд батов, торговый центр занимает площадь 8,3 га.
Через три дня после торжественного открытия Сиам-Парагона 10-летняя девочка упала в отверстие в полу, с первого этажа на пять метров на этаж ниже. Matarika Kijjapathoomsak (Nong Meena) играла около фонтана на первом этаже и соскользнула в пространство между водой и лифтом, и упала вниз на один этаж; позднее она умерла от травм. Инспекция не обнаружила на месте происшествия никаких предупреждающих знаков, которые должны были указать посетителям на возможную опасность, возникшую в связи с провалом в полу, где и поскользнулась Nong Meena. Лишь горшки с цветами были размещены в качестве временного барьера для предотвращения соскальзывания покупателей в трёхметровый провал.

## Клиенты
Сиам-Парагон стал местом «променада» для высшего класса Таиланда, туристов и местных жителей. Однако, несмотря на свою репутацию демонстрацией сотен автомобилей стоимостью более $ 300 000 каждый (а некоторые и более миллиона долларов США), его соперник, намного менее «затоваренный» торговый центр Gaysorn остаётся более популярным местом у богатых иностранцев.

## Расположение
Сиам Парагон расположен на улице Rama I Road в районе Pathum Wan. Рядом находятся Siam Center и Siam Discovery Center, напротив — Siam Square. Траволатор под станцией BTS Skytrain связывает Сиам-Парагон с торговым районом Ratchaprasong, где расположены CentralWorld, Gaysorn и некоторые другие торговые центры и отели.

### Транспорт
- Метрополитен BTS Skytrain — станция Siam station имеет переход, соединяющий её с этажом М в торговом центре Сиам-Парагон.
- Парковка — 100 000 м², способна разместить 4 000 автомобилей.

## Здание

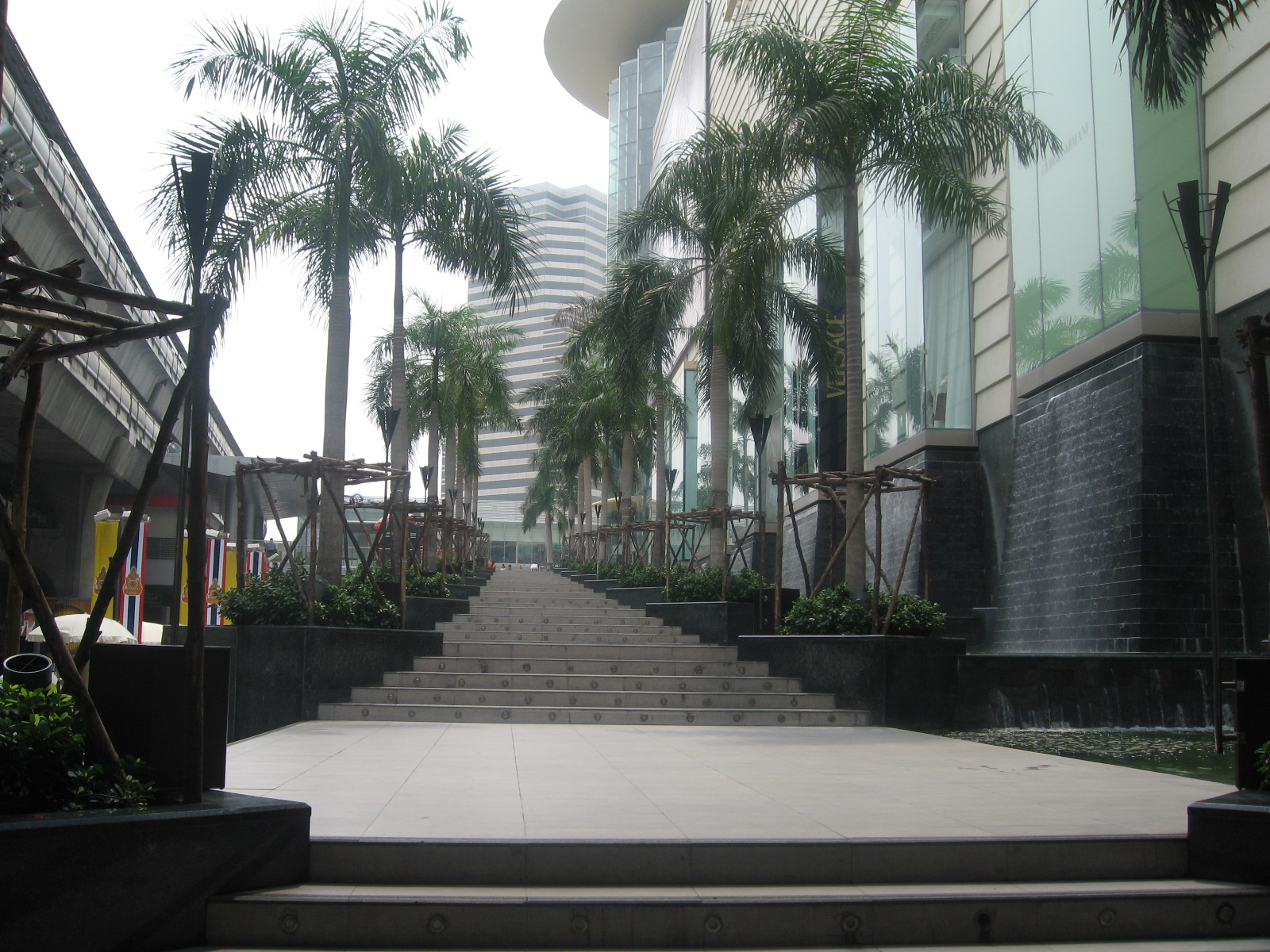
Сиам-Парагон

Сиам-Парагон располагается на площади 13 акров (52 600 м²), его общая площадь составляет 300 000 м² .

### Магазины

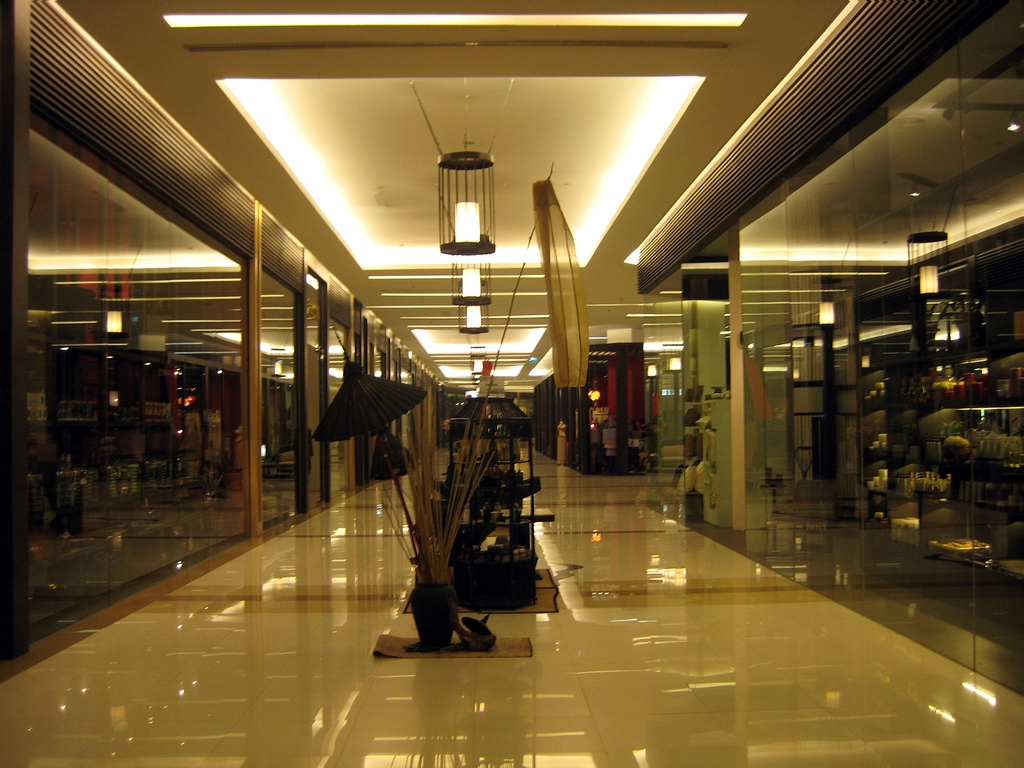
Бутики

Магазины торгового центра занимают 50 000 м². Ещё 40 000 м² отведено под магазины, торгующими люксовыми брендами одежды, ювелирными изделиями, электроникой, музыкальными инструментами, аудио оборудованием, спортивными товарами и экзотическими суперкарами, а также книгами Kinokuniya и др. Самые современные бутики в Сиам-Парагон: Gucci, Chanel, Balenciaga, Valentino, Kenzo, Hermès, Giorgio Armani, Jimmy Choo, Chloé, Dolce & Gabbana, Burberry, Salvatore Ferragamo, Cartier, Bally, Fendi, Zara, MNG, Versace, Louis Vuitton, Givenchy, Marc Jacobs, Emporio Armani, Hugo Boss, Prada, Ermenegildo Zegna, Swarovski, Coach, Shanghai Tang, Jim Thompson, Tod’s, Mulberry, Escada, Emilio Pucci, Canali, Bvlgari, Paul Smith и многие другие люксовые бренды. Автомагазины: Aston Martin, Bentley, Ferrari, Porsche, Jaguar, Lamborghini, Spyker, Lotus, Maserati, BMW, Hummer и MTM.

### Гастрономический рынок и продуктовые залы
Гастрономический рынок составляет 8 000 м² площадей для продуктовых магазинов на нижнем уровне торгового центра; находится рядом с двориком местного продовольствия, с широким ассортиментом ресторанов и продовольственных киосков.

### Импортные рестораны
В Сиам-Парагон много ресторанов и продуктовых магазинов из разных стран мира, например, Tony Roma, McDonald's, KFC, Häagen-Dazs, Swensen’s Ice Cream, Fuji Japanese, Kabuki Japanese Restaurant, LeNotre, Orvin и многие другие.

### Тайское традиционное искусство
Существует огромный сектор магазинов тайского традиционного искусства, имеющих всё от крошечных сувениров до очень дорогих и высокохудожественных шелков, от изделий из слоновой кости до антиквариата, выставленного напоказ для состоятельных покупателей.

### Концертный зал Royal Paragon Hall
Концертный зал располагается на площади 12 000 м², его вместимость около 5 000 человек, подходит для проведения концертов, конференций и специализированных выставок.

### Киноплекс Paragon
Киноплекс Paragon управляется компанией Major Cineplex, площадь Paragon Cineplex составляет 25 000 м², это 14-зальный мультиплексный кинотеатр, содержащий, в том числе небольшие кинозалы Ultra Screen с удобными наклонными сиденьями и салон для членов клуба Enigma, а также IMAX-кинозал и 1200-местный зал Siam Pavali, который подходит для театральных и музыкальных представлений.

### Зона активного отдыха
Фитнес-центр California Wow! располагается на четвёртом уровне; на шестом этаже — 30-дорожечный боулинг Blu-O Rhythm и караоке, примыкающие к Paragon Cineplex.

### Развлекательная и образовательная зона
- Музыкальный колледж — Music Campus for General Public (MCGP), Mahidol University

### Гостиница
5-звёздочная гостиница Kempinski Hotel Siam и комплекс апартаментов были построены к концу 2009 года, занимают 53 000 м².

### Океанариум Siam Ocean World

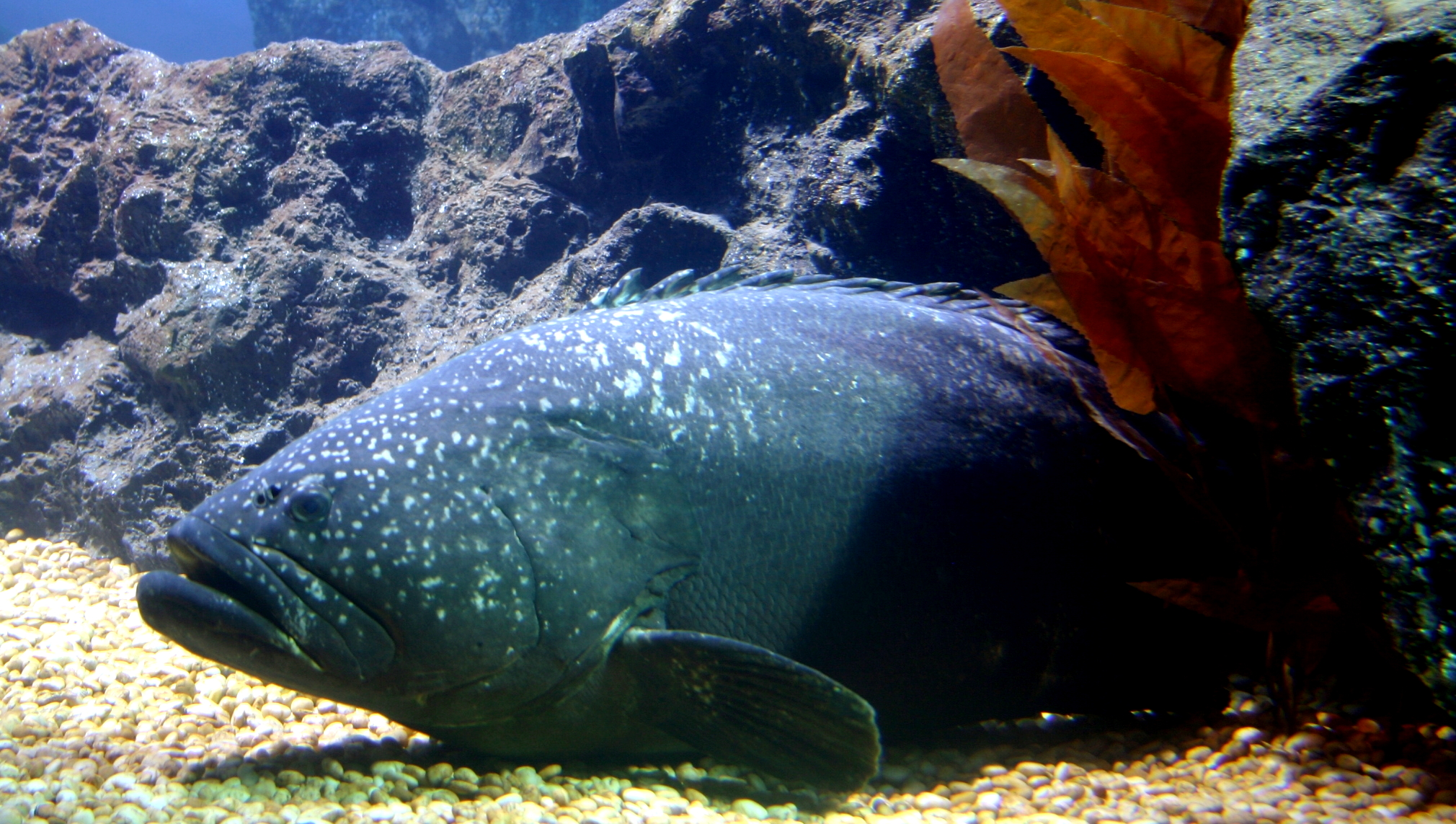
Гигантский групер в океанариуме Siam Ocean World.

Внутри Сиам-Парагон есть Siam Ocean World — самый большой океанариум в Юго-восточной Азии, где представлены разнообразные обитатели моря, например, пингвины, серые акулы и гигантские пауковые крабы и т. д. Аквариум также предлагает «программу погружения с акулами», где посетители могут плавать под водой в открытом море бок о бок с акулами и скатами. Аквариум также оснащён современным кинотеатром «Sanyo 4D X-venture».
Австралийская компания Siam Paragon использует два тарифа в системе ценообразования: с тайских клиентов взимается 450 бат для взрослых и 250 бат для детей, иностранцы должны платить 950 (в билет включен попкорн с кока-колой и билет на 4D-фильм).